# Pływanie synchroniczne na Letnich Igrzyskach Olimpijskich 1988 – duety
Duety – jedna z konkurencji rozgrywanych w ramach pływania synchronicznego, podczas letnich igrzysk olimpijskich w 1988. Eliminacje odbyły się w dniach 27-28 września, a finał został rozegrany 1 października.
W ramach eliminacji, została przeprowadzona 27 i 28 września runda kwalifikacyjna, w której udział brało 15 par (każde państwo mogło wystawić do tej konkurencji jeden duet). 28 września rozegrano także obowiązkowe ćwiczenia dla każdej zgłoszonej uczestniczki zawodów – ich indywidualne wyniki były uwzględniane zarówno w rywalizacji solo, jak i w duetach. Osiem duetów z największą liczbą punktów w fazie eliminacji awansowało do finałowej rywalizacji.
Zawody w tej konkurencji wygrały reprezentantki Kanady Michelle Cameron i Carolyn Waldo. Drugą pozycję zajęły zawodniczki ze Stanów Zjednoczonych Sarah Josephson i Karen Josephson, trzecią zaś reprezentujące Japonię Miyako Tanaka i Mikako Kotani.

## Wyniki
| Miejsce | Zawodniczki                       | Państwo           | Ćw. kwalif. | Ćw. kwalif. | Eliminacje | Eliminacje | Finał   | Finał   |
| Miejsce | Zawodniczki                       | Państwo           | Wynik       | Miejsce     | Wynik      | Miejsce    | Wynik   | Miejsce |
| ------- | --------------------------------- | ----------------- | ----------- | ----------- | ---------- | ---------- | ------- | ------- |
| 01 !    | Michelle Cameron Carolyn Waldo    | Kanada            | 98,917      | 1.          | 197,317    | 1.         | 197,717 | 1.      |
| 02 !    | Sarah Josephson Karen Josephson   | Stany Zjednoczone | 97,684      | 2.          | 196,284    | 2.         | 197,284 | 2.      |
| 03 !    | Miyako Tanaka Mikako Kotani       | Japonia           | 92,759      | 3.          | 189,559    | 3.         | 190,159 | 3.      |
| 4.      | Karine Schuler Anne Capron        | Francja           | 88,592      | 6.          | 183,792    | 4.         | 184,792 | 4.      |
| 5.      | Edith Boss Karin Singer           | Szwajcaria        | 88,950      | 4.          | 183,150    | 5.         | 183,950 | 5.      |
| 6.      | Marija Czerniajewa Tatjana Titowa | ZSRR              | 88,667      | 5.          | 182,267    | 6.         | 182,667 | 6.      |
| 7.      | Nicola Shearn Lian Goodwin        | Wielka Brytania   | 86,275      | 7.          | 177,875    | 7.         | 179,075 | 7.      |
| 8.      | Sonia Cárdenas Lourdes Candini    | Meksyk            | 83,800      | 8.          | 175,000    | 8.         | 176,833 | 8.      |
| 9.      | Tan Min Luo Xi                    | Chiny             | 82,742      | 11.         | 173,742    | 9.         | NQ      | NQ      |
| 10.     | Heike Friedrich Gerlind Scheller  | RFN               | 83,792      | 9.          | 172,592    | 10.        | NQ      | NQ      |
| 11.     | Kim Mi-jinsu Ha Su-gyeong         | Korea Południowa  | 82,200      | 12.         | 171,800    | 11.        | NQ      | NQ      |
| 12.     | Érika McDavid Eva Riera           | Brazylia          | 83,425      | 10.         | 171,025    | 12.        | NQ      | NQ      |
| 13.     | Lisa Lieschke Semon Rohloff       | Australia         | 79,642      | 13.         | 166,042    | 13.        | NQ      | NQ      |
| 14.     | Eva López Núria Ayala             | Hiszpania         | 77,475      | 14.         | 163,675    | 14.        | NQ      | NQ      |
| 15.     | Yvette Thuis Roswitha Lopez       | Aruba             | 72,375      | 15.         | 151,975    | 15.        | NQ      | NQ      |